# Microgramma bismarckii
Microgramma bismarckii är en stensöteväxtart som först beskrevs av Werner Rauh, och fick sitt nu gällande namn av B.León. Microgramma bismarckii ingår i släktet Microgramma och familjen Polypodiaceae. Inga underarter finns listade.